# 伊琳娜·伊文斯基赫
伊琳娜·瓦连京诺芙娜·伊文斯基赫（羅馬化：Irina Valentinovna Ivenskikh；1972年7月22日—）是俄罗斯政治人物，第八届国家杜马代表。2019年，她获得心理学全博士学位。
2004年至2015年，她担任彼尔姆第十学院院长。2009年至2011年，她担任彼尔姆州公共商会副主席。2011年至2015年，他担任全俄人民阵线彼尔姆支部联合主席。2011年12月4日，她当选彼尔姆边疆区立法议会代表。2015年至2018年，她被任命为彼尔姆边疆区政府副主席。2019年1月，她成为全俄人民阵线彼尔姆地区支部联合主席。她于2021年9月当选第八届国家杜马代表后卸任。2021年10月13日，她当选为国家杜马教育委员会主席。

## 制裁
伊文斯基赫于2022年因俄乌战争而受到英国政府制裁。